# Torre del Agua
La Torre del Agua es un edificio de 76 metros de altura ubicada en el recinto de la Expo 2008 en Zaragoza. La torre acoge la exposición "Agua para la vida" y tiene una superficie accesible al público de 10.400 m². Este edificio es uno de los más emblemáticos de la muestra, junto al Pabellón Puente. Sus arquitectos son Enrique de Teresa y Francisco Romero.

## Partes de la torre
- El zócalo o base de la torre está formado por un cuerpo de tres plantas de altura, de las que dos están enterradas y una, alzada sobre la rasante, forma la planta baja.
- La torre propiamente dicha se eleva desde el zócalo hasta los 76 metros de altura. Tiene una forma en planta semejante a una gota de agua a punto de pico. Este volumen permite tener una doble percepción del edificio, gracias a la transformación que experimenta de su visión diurna, un volumen opaco, a la nocturna, un gran faro luminoso.

## Actividades en la torre durante la Expo 2008

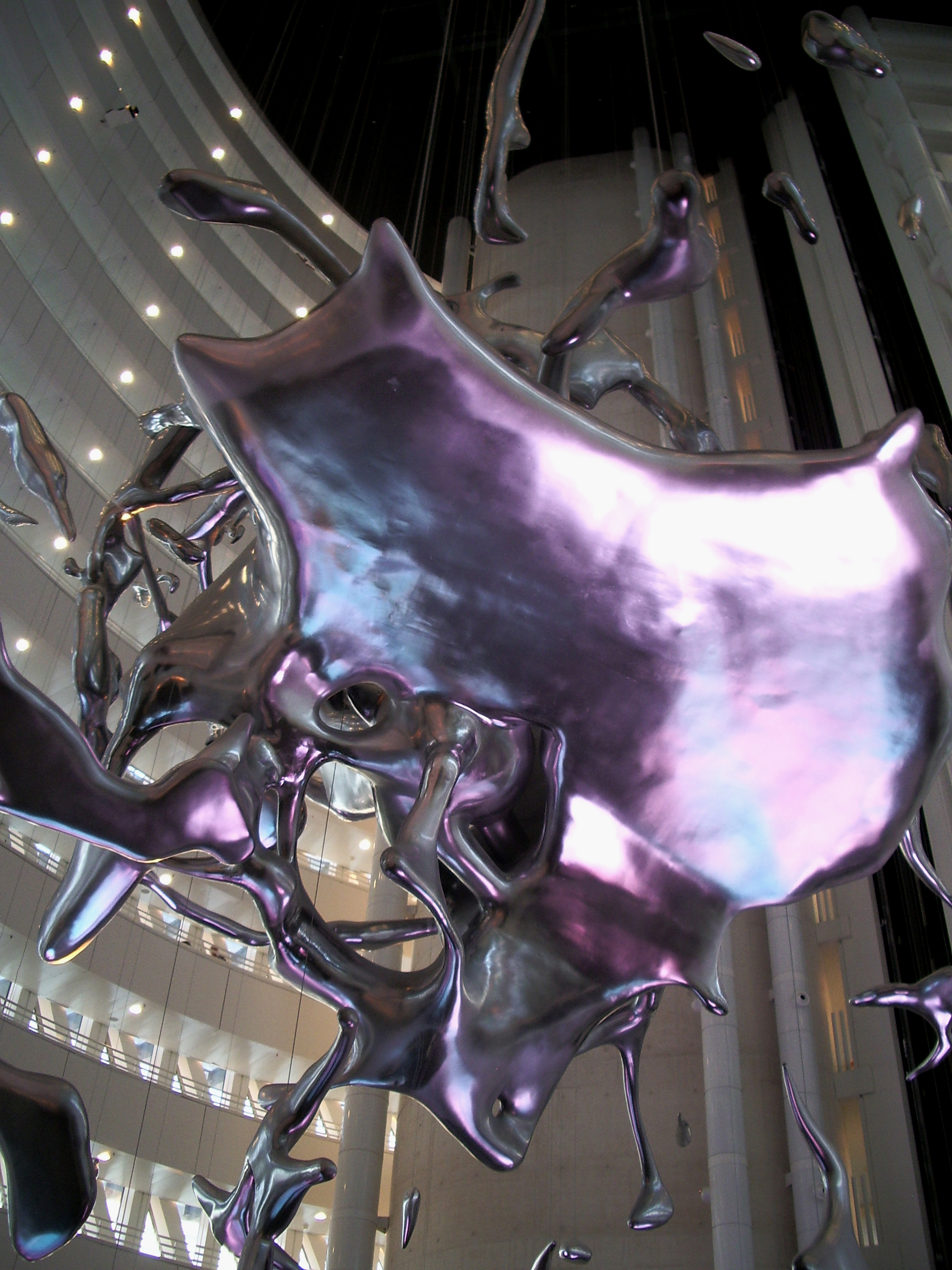
Interior de la Torre del Agua, donde se aprecia la escultura Splash.

- Agua es: Un espacio del edificio en el que el público sentirá, oirá y verá el agua. Una gran cortina de este elemento se abrirá y cerrará para los visitantes. La cortina de agua ha sido diseñada por Stéphane Llorca (JML Water Feature Design).
- La magia del agua: Un juego de experimentos a modo de magia explicarán, de forma sencilla, algunas de las propiedades físico-químicas más relevantes del agua.
- Splash: Mientras los visitantes asciendan al edificio, atravesarán una nube y verán la escultura Splash que representa el momento en que una gota se divide en infinitas gotas más pequeñas que salpican, a través de la contemplación de una escultura diseñada por el grupo Program Collective.
- Carrera popular de ascenso a la Torre del Agua: Esta carrera se realizó para colaborar mediante inscripciones de 5 euros por persona a la ONG ANUE en la construcción de un pozo de agua potable en un poblado de Togo llamado Cinkassé. Con salida desde el Palacio de Congresos de la Expo a las 22h, la carrera se organizó en dos tandas: masculina y femenina. Pilar Crespo fue la primera en salvar los 1750 metros de recorrido, con un desnivel medio del 4%. El ganador de la tanda masculina fue Antonio Abadía.[3]

## Actividad posterior a la Expo
El 3 de agosto de 2013, cinco años después de que la Expo se clausurase, la Torre del Agua volvió a recibir visitantes.